# Soul (musikalbum)
Soul är det nionde studioalbumet av den svenska singer-songwritern Sophie Zelmani från 2011.

## Låtlista
1. Free Now – 3:37
2. I wouldn't Speak For Him – 3:19
3. All about You – 7:26
4. For You – 2:24
5. My daughter – 3:13
6. I Love You – 4:40
7. If You're Still A Dreamer – 2:29
8. Story Of Us – 2:51
9. Churchbell – 4:43
10. My Soul Remembers – 9:04

En del digitala versioner av skivan innehåller bonuslåten Home.

## Singlar från albumet
- Free Me (2011, Digitalt)

## Listplaceringar
| Lista (2011) | Topplacering |
| ------------ | ------------ |
| Schweiz      | 69           |
| Sverige      | 12           |

### Fotnoter
1. ↑  Placeringar på den schweiziska albumlistan
2. ↑  Placeringar på den svenska albumlistan